# Simone Bolelli
Simone Bolelli (ur. 8 października 1985 w Bolonii) – włoski tenisista, zwycięzca Australian Open 2015 w grze podwójnej, zdobywca Pucharu Davisa 2023 i 2024, olimpijczyk z Pekinu (2008) i Paryża (2024).

## Kariera tenisowa
Karierę tenisową Bolelli rozpoczął w 2003 roku. W 2019 roku zakończył starty singlowe, kontynuując dalej karierę deblową.
Początkowo startował w turniejach z serii ITF Men’s World Tennis Tour i ATP Challenger Tour. Pod koniec kwietnia 2008 roku doszedł do finału rozgrywek rangi ATP Tour w Monachium, eliminując po drodze m.in. Paula-Henriego Mathieu; mecz o tytuł przegrał z Fernandem Gonzálezem.
W grze podwójnej Włoch wygrał 16 turniejów cyklu ATP Tour z 33 rozegranych finałów. W 2015 roku wspólnie z Fabiem Fogninim odniósł zwycięstwo podczas Australian Open, w meczu mistrzowskim triumfując nad deblem Pierre-Hugues Herbert–Nicolas Mahut 6:4, 6:4. Wspólnie z Andreą Vavassorim jest również finalistą Australian Open 2024 i 2025 oraz French Open 2024.
Od kwietnia 2007 roku Bolelli reprezentuje Włochy w Pucharze Davisa. Podczas edycji 2023 i 2024 był w składzie mistrzowskich drużyn. W 2021 roku osiągnął razem z reprezentacją finał ATP Cup.
W 2008 roku zagrał na igrzyskach olimpijskich w Pekinie. Z rywalizacji singlowej odpadł w 1. rundzie pokonany przez Victora Hănescu. Z turnieju deblowego również został wyeliminowany w 1. rundzie, a tworzył parę z Andreasem Seppim. Bolelli ponownie zagrał na igrzyskach olimpijskich w 2024 roku, w Paryżu odpadając w 1. rundzie partnerując Andrei Vavassoriemu.
W rankingu gry pojedynczej Bolelli najwyżej był na 36. miejscu (23 lutego 2009), a w klasyfikacji gry podwójnej na 6. pozycji (13 stycznia 2025).

### Finały w turniejach ATP Tour
| Legenda                                      |
| -------------------------------------------- |
| Wielki Szlem                                 |
| Igrzyska olimpijskie                         |
| Tennis Masters Cup / ATP Finals              |
| ATP Masters Series / ATP Tour Masters 1000   |
| ATP International Series Gold / ATP Tour 500 |
| ATP International Series / ATP Tour 250      |

#### Gra pojedyncza (0–1)
| Końcowy wynik | Nr | Data        | Turniej   | Nawierzchnia | Przeciwnik        | Wynik finału        |
| ------------- | -- | ----------- | --------- | ------------ | ----------------- | ------------------- |
| Finalista     | 1. | 4 maja 2008 | Monachium | Ceglana      | Fernando González | 6:7(4), 7:6(4), 3:6 |

#### Gra podwójna (16–17)
| Końcowy wynik | Nr  | Data                 | Turniej                    | Nawierzchnia  | Partner           | Przeciwnicy                         | Wynik finału         |
| ------------- | --- | -------------------- | -------------------------- | ------------- | ----------------- | ----------------------------------- | -------------------- |
| Zwycięzca     | 1.  | 1 maja 2011          | Monachium                  | Ceglana       | Horacio Zeballos  | Andreas Beck Christopher Kas        | 7:6(3), 6:4          |
| Zwycięzca     | 2.  | 31 lipca 2011        | Umag                       | Ceglana       | Fabio Fognini     | Marin Čilić Lovro Zovko             | 6:3, 5:7, 10–7       |
| Finalista     | 1.  | 21 października 2012 | Moskwa                     | Twarda (hala) | Daniele Bracciali | František Čermák Michal Mertiňák    | 5:7, 3:6             |
| Zwycięzca     | 3.  | 24 lutego 2013       | Buenos Aires               | Ceglana       | Fabio Fognini     | Nicholas Monroe Simon Stadler       | 6:3, 6:2             |
| Finalista     | 2.  | 2 marca 2013         | Acapulco                   | Ceglana       | Fabio Fognini     | Łukasz Kubot David Marrero          | 5:7, 2:6             |
| Zwycięzca     | 4.  | 31 stycznia 2015     | Australian Open, Melbourne | Twarda        | Fabio Fognini     | Pierre-Hugues Herbert Nicolas Mahut | 6:4, 6:4             |
| Finalista     | 3.  | 22 marca 2015        | Indian Wells               | Twarda        | Fabio Fognini     | Vasek Pospisil Jack Sock            | 4:6, 7:6(3), 7–10    |
| Finalista     | 4.  | 19 kwietnia 2015     | Monte Carlo                | Ceglana       | Fabio Fognini     | Bob Bryan Mike Bryan                | 6:7(3), 1:6          |
| Finalista     | 5.  | 18 października 2015 | Szanghaj                   | Twarda        | Fabio Fognini     | Raven Klaasen Marcelo Melo          | 3:6, 3:6             |
| Zwycięzca     | 5.  | 27 lutego 2016       | Dubaj                      | Twarda        | Andreas Seppi     | Feliciano López Marc López          | 6:2, 3:6, 14–12      |
| Finalista     | 6.  | 22 lipca 2018        | Båstad                     | Ceglana       | Fabio Fognini     | Julio Peralta Horacio Zeballos      | 3:6, 4:6             |
| Finalista     | 7.  | 22 września 2019     | Petersburg                 | Twarda (hala) | Matteo Berrettini | Divij Sharan Igor Zelenay           | 3:6, 6:3, 8–10       |
| Finalista     | 8.  | 19 października 2019 | Moskwa                     | Twarda (hala) | Andrés Molteni    | Marcelo Demoliner Matwé Middelkoop  | 1:6, 2:6             |
| Zwycięzca     | 6.  | 14 marca 2021        | Santiago                   | Ceglana       | Máximo González   | Federico Delbonis Jaume Munar       | 7:6(4), 6:4          |
| Finalista     | 9.  | 10 kwietnia 2021     | Cagliari                   | Ceglana       | Andrés Molteni    | Lorenzo Sonego Andrea Vavassori     | 3:6, 4:6             |
| Finalista     | 10. | 22 maja 2021         | Genewa                     | Ceglana       | Máximo González   | John Peers Michael Venus            | 2:6, 5:7             |
| Zwycięzca     | 7.  | 29 maja 2021         | Parma                      | Ceglana       | Máximo González   | Oliver Marach Aisam-ul-Haq Qureshi  | 6:3, 6:3             |
| Zwycięzca     | 8.  | 26 czerwca 2021      | Santa Ponça                | Trawiasta     | Máximo González   | Novak Đoković Carlos Gómez-Herrera  | walkower             |
| Finalista     | 11. | 15 stycznia 2022     | Sydney                     | Twarda        | Fabio Fognini     | John Peers Filip Polášek            | 5:7, 5:7             |
| Zwycięzca     | 9.  | 20 lutego 2022       | Rio de Janeiro             | Ceglana       | Fabio Fognini     | Jamie Murray Bruno Soares           | 7:5, 6:7(2), 10–6    |
| Finalista     | 12. | 17 lipca 2022        | Båstad                     | Ceglana       | Fabio Fognini     | Rafael Matos David Vega Hernández   | 4:6, 6:3, 11–13      |
| Zwycięzca     | 10. | 30 lipca 2022        | Umag                       | Ceglana       | Fabio Fognini     | Lloyd Glasspool Harri Heliövaara    | 5:7, 7:6(6), 10–7    |
| Zwycięzca     | 11. | 19 lutego 2023       | Buenos Aires               | Ceglana       | Fabio Fognini     | Nicolás Barrientos Ariel Behar      | 6:2, 6:4             |
| Finalista     | 13. | 25 czerwca 2023      | Halle                      | Trawiasta     | Andrea Vavassori  | Marcelo Melo John Peers             | 6:7(3), 6:3, 6–10    |
| Finalista     | 14. | 29 lipca 2023        | Umag                       | Ceglana       | Andrea Vavassori  | Blaž Rola Nino Serdarušić           | 6:4, 6:7(2), 13–15   |
| Finalista     | 15. | 27 stycznia 2024     | Australian Open, Melbourne | Twarda        | Andrea Vavassori  | Rohan Bopanna Matthew Ebden         | 6:7(0), 5:7          |
| Zwycięzca     | 12. | 18 lutego 2024       | Buenos Aires               | Ceglana       | Andrea Vavassori  | Marcel Granollers Horacio Zeballos  | 6:2, 7:6(6)          |
| Finalista     | 16. | 8 czerwca 2024       | French Open, Paryż         | Ceglana       | Andrea Vavassori  | Marcelo Arévalo Mate Pavić          | 5:7, 3:6             |
| Zwycięzca     | 13. | 23 czerwca 2024      | Halle                      | Trawiasta     | Andrea Vavassori  | Kevin Krawietz Tim Pütz             | 7:6(3), 7:6(5)       |
| Zwycięzca     | 14. | 2 października 2024  | Pekin                      | Twarda        | Andrea Vavassori  | Harri Heliövaara Henry Patten       | 4:6, 6:3, 10–5       |
| Zwycięzca     | 15. | 11 stycznia 2025     | Adelaide                   | Twarda        | Andrea Vavassori  | Kevin Krawietz Tim Pütz             | 4:6, 7:6(4), 11–9    |
| Finalista     | 17. | 25 stycznia 2025     | Australian Open, Melbourne | Twarda        | Andrea Vavassori  | Harri Heliövaara Henry Patten       | 7:6(16), 6:7(5), 3:6 |
| Zwycięzca     | 16. | 9 lutego 2025        | Rotterdam                  | Twarda (hala) | Andrea Vavassori  | Sander Gillé Jan Zieliński          | 6:2, 4:6, 10–6       |